# Меса (Вашингтон)
Меса (англ. Mesa) — місто (англ. city) в США, в окрузі Франклін штату Вашингтон. Населення — 385 осіб (2020).

## Географія
Меса розташована за координатами 46°34′25″ пн. ш. 119°0′5″ зх. д. / 46.57361° пн. ш. 119.00139° зх. д. (46.573628, -119.001278).  За даними Бюро перепису населення США в 2010 році місто мало площу 4,24 км², уся площа — суходіл.

## Демографія
Згідно з переписом 2010 року, у місті мешкало 489 осіб у 124 домогосподарствах у складі 106 родин. Густота населення становила 115 осіб/км².  Було 128 помешкань (30/км²).
Расовий склад населення:
| - 67,7 % — білих - 1,6 % — чорних або афроамериканців - 0,4 % — корінних американців - 0,4 % — азіатів - 26,8 % — осіб інших рас |

До двох чи більше рас належало 3,1 %. Частка іспаномовних становила 75,3 % від усіх жителів.
За віковим діапазоном населення розподілялося таким чином: 36,8 % — особи молодші 18 років, 59,5 % — особи у віці 18—64 років, 3,7 % — особи у віці 65 років та старші. Медіана віку мешканця становила 23,8 року. На 100 осіб жіночої статі у місті припадало 104,6 чоловіків;  на 100 жінок у віці від 18 років та старших — 103,3 чоловіків також старших 18 років.
Середній дохід на одне домашнє господарство  становив 60 768 доларів США (медіана — 52 500), а середній дохід на одну сім'ю — 60 298 доларів (медіана — 51 667). За межею бідності перебувало 14,5 % осіб, у тому числі 30,6 % дітей у віці до 18 років та 0,0 % осіб у віці 65 років та старших.
Цивільне працевлаштоване населення становило 180 осіб. Основні галузі зайнятості: сільське господарство, лісництво, риболовля — 50,0 %, транспорт — 15,0 %, виробництво — 11,1 %.